# 起承転結 (松山千春のアルバム)
『起承転結』（きしょうてんけつ）は、1979年11月21日にリリースされた松山千春の初のシングル・コレクション（ベスト・アルバム）。

## 解説
1977年のデビュー曲『旅立ち』から1979年の『夜明け』までの7枚のシングルのAB面収録曲14曲のうち、12曲を収録。なお、「かざぐるま」と「銀の雨」は、1stアルバム『君のために作った歌』ヴァージョンでの収録となっている。『起承転結』シリーズは2021年4月現在、2017年10月発売の『起承転結14』までリリースされている。

## チャート成績
本作は累計約117万枚を売上、アルバムのミリオンセラー突破は井上陽水『氷の世界』に次ぎ2作目。1982年にCDが発売される前のミリオン・セールス・アルバム（オリコン集計）4作品のうちの1つ。

## リリース変遷
1983年に初CD化。
1994年（「CD選書」）、2007年（紙ジャケット仕様CD）、2009年（リマスター&HQCD仕様）に再リリースされた。

## 収録曲
| 全作詞・作曲: 松山千春。 |                  |           |            |          |      |
| #                        | タイトル         | 作詞      | 作曲・編曲 | 編曲     | 時間 |
| 1.                       | 「旅立ち」       | 松山千春  | 松山千春   | 松井忠重 | 3:07 |
| 2.                       | 「初恋」         | 松山千春  | 松山千春   | 松井忠重 | 3:37 |
| 3.                       | 「かざぐるま」   | 松山千春  | 松山千春   | 松井忠重 | 4:20 |
| 4.                       | 「銀の雨」       | 松山千春  | 松山千春   | 松井忠重 | 3:32 |
| 5.                       | 「時のいたずら」 | 松山千春  | 松山千春   | 清須邦義 | 3:45 |
| 6.                       | 「白い花」       | 松山千春  | 松山千春   | 清須邦義 | 4:40 |
| 合計時間:                | 合計時間:        | 合計時間: | 23:01      |          |      |

| 全作詞・作曲: 松山千春。 |                |           |            |          |      |
| #                        | タイトル       | 作詞      | 作曲・編曲 | 編曲     | 時間 |
| 1.                       | 「青春」       | 松山千春  | 松山千春   | 松井忠重 | 3:21 |
| 2.                       | 「季節の中で」 | 松山千春  | 松山千春   | 清須邦義 | 3:14 |
| 3.                       | 「青春II」     | 松山千春  | 松山千春   | 松井忠重 | 2:55 |
| 4.                       | 「窓」         | 松山千春  | 松山千春   | 清須邦義 | 4:58 |
| 5.                       | 「卒業」       | 松山千春  | 松山千春   | 松井忠重 | 3:18 |
| 6.                       | 「夜明け」     | 松山千春  | 松山千春   | 青木望   | 3:39 |
| 合計時間:                | 合計時間:      | 合計時間: | 21:25      |          |      |